# أمجد الصبان
أمجد الصبان كاتب وقاص مصري وُلد في مدينة دبي بالإمارات العربية المتحدة في السابع والعشرين من فبراير عام 1990، وتخرج من كلية التجارة بجامعة المنصورة.
تخصص أمجد الصبان في كتابة أدب الخيال، ونشر عددا من القصص القصيرة في عدة صحف ومجلات ومواقع إليكترونية مصرية وعربية كان من بينها: جريدة أخبار الأدب، وجريدة الكتابة الجديدة، وموقع قل، وموقع ختم السلطان، وجريدة البديل، ومجلة الكلمة، قبل أن تصدر أولى أعماله الأدبية المنشورة عام 2018، وهي مجموعة قصصية بعنوان «لصوص النوم»، ونال عنها منحة من مؤسسة آفاق للكتابة الإبداعية، كما رشحت ضمن القائمة القصيرة لجائزة ساويرس للثقافة في فرع شباب الكتاب عام 2020.

## مؤلفاته
ألف أمجد الصبان العديد من المؤلفات التي تنوعت ما بين المجوعات القصصية، والروايات، ومنها:
- لصوص النوم (مجموعة قصصية): صدرت عام 2019 عن دار الكتب خان للنشر والتوزيع بالقاهرة، ونال عنها منحة مؤسسة آفاق للكتابة الإبداعية.[3][4][5]
- كم رئة للساحل (كتابات متنوعة لمجموعة مؤلفين): صدر عام 2020، ويضم الكتاب مشاركات 50 كاتب وكاتبة من مختلف أرجاء الوطن العربي، وقد صدُر بمناسبة ختام احتفاء مدينة الشارقة باختيار منظّمة اليونيسكو لها كعاصمة عالميّة للكتاب عام 2019-2020.
- الياقوت (رواية): صدرت عام 2022 عن دارالعين للنشر.

## الجوائز والتكريمات
وصلت مجموعة أمجد الصبان القصصية بعنوان «لصوص النوم» إلى القائمة القصيرة لجائزة ساويرس الثقافية في دورتها السادسة عشرة عام 2021 لفرع شباب الكتاب.